# Полипропиленовые грудные имплантаты

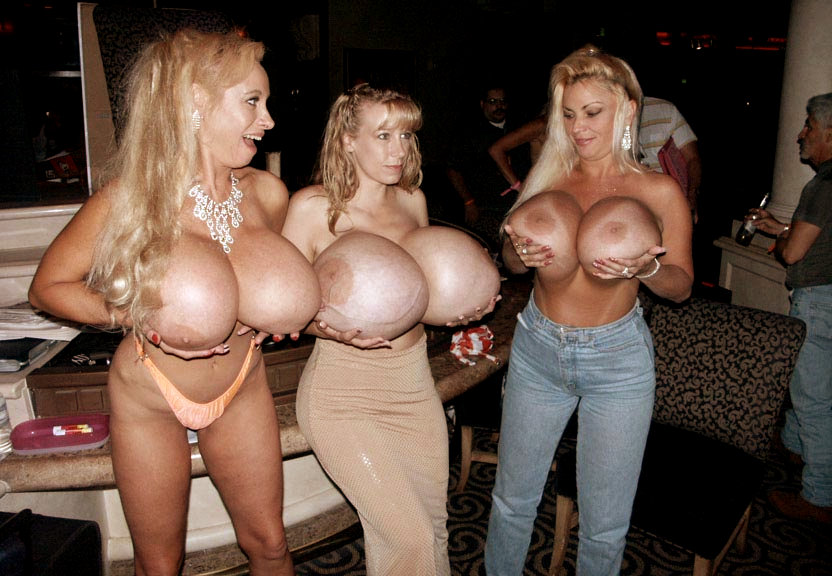
Порноактрисы с полипропиленовыми имплантатами (в центре — Челси Чармс)

Полипропиленовые (волоконные) грудные имплантаты — вид грудных имплантатов, которые изготавливаются на основе полипропилена. Разработаны доктором Джералдом Джонсоном. Из-за риска осложнений использование этого вида имплантатов запрещено в США и ЕС.
Полипропиленовые имплантаты абсорбируют влагу из организма, за счёт чего достигается эффект увеличения объёма (менее чем на 0,01 % в сутки). В результате грудь может достигнуть колоссальных размеров.
В настоящее время эта технология почти не используется за пределами индустрии для взрослых. Среди наиболее известных обладательниц такой искусственной груди: фетиш-модель Челси Чармс, порноактрисы Макси Маундс, Кайла Кливэйдж, Минка и Teddi Barrett.